# Intuition Music
Intuition Music is een Duits platenlabel, in 1995 opgericht in Keulen. Aanvankelijk bracht het voornamelijk jazz-muziek en wereldmuziek uit, later kwam het ook met platen op het gebied van de progressieve popmuziek en ambient.
Jazzmusici die op het label uitkwamen zijn onder meer Abdullah Ibrahim, Absolute Ensemble met Joe Zawinul, Andy Middleton, Barbara Buchholz, Barbara Thompson, Brian Ales, Charlie Mariano, David Friesen, Elliott Sharp, Florian Ross, Jasper van 't Hof, Joey Baron, Kip Hanrahan, Lounge Lizards, Michael Blake, Nighthawks, Nils Wogram en Rolf Kühn. Op het gebied van wereldmuziek waren er albums van onder meer Accordion Tribe, Astor Piazzolla, Glen Velez en Megadrums. Op het gebied van pop: Kevin Ayers, Phonroid en the Go-Betweens. Verder bracht het muziek uit van David Darling, Joel Andrews en veel platen met klassiek werk van Mikis Theodorakis.